# Highlife
Highlife – gatunek muzyczny, który zrodził się na początku XX wieku na terenie dzisiejszej Ghany, która wówczas była jeszcze kolonią Imperium Brytyjskiego – Złotym Wybrzeżem. W latach 20. ghańscy muzycy dokonali połączenia zagranicznych fokstrotów i calypso z rdzennymi rytmami Akan, tworząc highlife'ową hybrydę, która bazuje na akańskich strukturach rytmicznych, ale wykonywana jest na instrumentach zachodnich. Charakterystyczna dla highlife’u jest jazzowa sekcja dęta i rozbudowana sekcja gitar, które zwykle pełnią funkcję wiodąca. Słychać w nim także brzmienia syntezatorów i często znacznie przyspiesza się tempo.
Po II wojnie światowej highlife zaczął zdobywać popularność wśród nigeryjskiego ludu Igbo, aż w latach 60. stał się najpopularniejszym gatunkiem muzycznym w kraju.

## Historia
W czasach kolonialnych highlife kojarzono z lokalną afrykańską arystokracją. Grywany był wzdłuż wybrzeża przez rozliczne bandy, takie jak Jazz Kings, Cape Coast Sugar Babies, czy Accra Orchestra. Słuchały go „wyższe sfery” (high class), w klubach, w których obowiązywała selekcja gości, i stąd wzięła się nazwa gatunku. Lider orkiestry dancingowej Yebuah Mensah (starszy brat E.T. Mensaha, zwanego Królem Highlife'u), w 1973 roku wspominał Johnowi Collinsowi, brytyjskiemu gitarzyście, który jako dziecko po raz pierwszy zetknął się z muzyką Ghany, iż termin „high life” pojawił się na początku lat dwudziestych: „jako chwytliwa nazwa dla rdzennych melodii, które orkiestrowano i grano w [ekskluzywnych] klubach przez tak wytrawne bandy, jak Jazz Kings, the Cape Coast Sugar Babies, the Sekondi Nanshamang, a potem Accra Orchestra. Zwykli ludzie nazywali to highlifem, obserwując wchodzące do klubów pary, które nie tylko płaciły względnie wysokie kwoty za wstęp – 7s 6d (7 szylingów i sześciopensówka), ale i mogły pozwolić sobie na spełnienie wymogu pełnego wieczorowego stroju, często razem z cylindrem.”
Od lat 30. highlife rozprzestrzeniali Ghańczycy, podróżujący w poszukiwaniu pracy do Sierra Leone, Liberii, Nigerii i Gambii przez inne zachodnio-afrykańskie kraje, w których muzyka ta szybko zdobywała popularność.
W latach 40. wyodrębniły się wewnątrz gatunku dwa nurty: highlife dance bandów i highlife bandów gitarowych. Bandy gitarowej odmiany highlife’u popularne były, przynajmniej początkowo, w regionach wiejskich i charakteryzowały je mniejsze składy. Jako że instrumenty strunowe (jak np. seprewa, ghańska harfo-lutnia), były historycznie obecne w regionie, muzycy chętnie sięgali po gitary. Zapożyczony od żeglarzy Kru z Liberii styl ludu Dagomba, posłużył tam do wykreowania charakterystycznej dla highlife’u techniki szarpania strun dwoma palcami. W gitarowym highlifie obecny był też śpiew, bębny i klawesy. Do popularyzacji tego podgatunku znacznie przyczynił się E.K. Nyame i jego Akan Trio, z którym muzyk opublikował za swojego życia ponad 400 nagrań.
Dance-bandowy highlife był dla odmiany mocniej zakorzeniony w środowiskach miejskich. W okresie powojennym miejsce dużych orkiestr dancingowych zaczęły zajmować mniejsze, profesjonalne dance bandy, czego przykładem jest sukces wspomnianego już E. T Mensaha i jego Tempos. Po tym, jak obce wojska opuściły wybrzeże,  głównymi odbiorcami coraz częściej bywali Ghańczycy i muzyka zaczęła ewoluować w stronę ich upodobań. Sława Mensaha osiągnęła punkt kulminacyjny po tym, jak wystąpił on wspólnie z Louisem Armstrongiem w maju 1956 w Akrze i zyskał przydomek Króla Highlife’u (King of Highlife). Od lat 50. istotna była też postać King Bruce’a, lidera grupy The Black Beats. Inne z historycznych zespołów to The Red Spots, The Rhythm Aces, The Ramblers i Broadway-Uhuru.

## Artyści highlife'u

### Ghana
- Akosua Agyapong
- Gyedu-Blay Ambolley
- Charles Amoah
- Nana Ampadu
- Ofori Amponsah
- Kojo Antwi
- Awurama Badu
- Kay Benyarko
- Ben Brako
- Amandzeba Nat Brew
- A. B. Crentsil
- George Darko
- Amakye Dede
- Alhaji K. Frimpong
- Daasebre Gyamena
- Kakaiku
- Bisa Kdei
- Paa Kow
- Kwabena Kwabena
- King Bruce
- Alex Konadu
- Daddy Lumba
- C.K. Mann
- E. T. Mensah
- Joe Mensah
- Nakorex
- Koo Nimo
- Rex Omar
- Osibisa
- Samuel Owusu
- Ebo Taylor
- Pat Thomas
- Paapa Yankson

### Nigeria
- Bobby Benson
- Bright Chimezie
- Bola Johnson
- Chief Stephen Osita Osadebe
- Dr Sir Warrior
- Fatai Rolling Dollar
- Fela Kuti
- Femi Kuti
- Fela Sowande
- Flavour N'abania
- Orlando Owoh
- Oliver De Coque
- Oriental Brothers
- Osita Osadebe
- Prince Nico Mbarga
- Rex Lawson
- Roy Chicago
- Victor Olaiya
- Victor Uwaifo
- Wilberforce Echezona